# Forte Pampalù
Il forte Pampalù fu un edificio militare edificato tra il 1891 ed il 1894 allo sbocco della Val Cenischia sulle falde del Rocciamelone; il suo scopo era quello di rafforzare il margine orientale del Colle del Moncenisio ed intervenire in caso di superamento dello stesso da parte delle truppe nemiche. Proprio per questo, nonostante nel frattempo fossero già state costruite, al Moncenisio, le più moderne batterie Paradiso e La Court, ne 1913 la funzione del forte Pampalù era definita insostituibile nella difesa degli sbocchi meridionali del valico del Moncenisio. La struttura era servita dalla strada militare Susa-Monte Pampalù, lunga circa 15.000 metri e classificata come strada minore carrellabile, attualmente ancora percorribile.

## Pianta
Il forte venne costruito tra il 1891 ed il 1894 sul monte Pampalù ed era costituito da 2 postazioni in barbetta posizionate a quota differente, la Batteria Superiore e la Batteria Inferiore.
La Batteria Superiore, armata con 6 cannoni 15 GRC/Ret abbinati a coppie e posizionati su piazzole e con 2 mortai 15 AR/Ret posizionati separatamente rispetto agli altri, era posizionata in modo che i tiri che partivano da essa coprivano la zona alta della Val Cenischia ed il tratto intermedio della statale del Moncenisio.
La Batteria Inferiore, invece, edificata circa 200 metri più in basso rispetto alla prima, era dotata soltanto di 2 cannoni 15 GRC/Ret e 2 mortai 15 AR/Ret ed aveva, come campo d'azione, la bassa Val Cenischia nel tratto tra Giaglione e Ferrera. Nel 1893 venne anche edificata, a supporto del forte principale, la Batteria di Pian del Paradiso, posta a 1245 m s.l.m., posta lungo la strada militare che conduceva al forte, armata con 8 cannoni 9 BR/Ret in barbetta e che erano direzionati per coprire il tratto basso della strada dei Moncenisio.
Il forte Pampalù aveva anche un importante ruolo nelle comunicazioni tra le strutture militari della zona: infatti, con la sua stazione ottica, era in costante comunicazione con i forti Varisello al Moncenisio, Exilles, Susa e con la Guglia del Mezzodì, consentendo così un rapido e costante collegamento tra i vari punti strategici.

## Storia del forte
Come buona parte delle fortificazioni della zona, anche il forte Pampalù venne privato dei suoi armamenti nel 1915 in quanto i cannoni vennero inviati al Fronte contro l'Impero austro-ungarico, in occasione della prima guerra mondiale e, disarmato, mantenne soltanto più un presidio di uomini al suo interno. Le sue strutture vennero adibite a deposito di cheddite, una polvere esplosiva che era utilizzata per effettuare blocchi stradali. Proprio tale materiale fu la causa della violenta esplosione accidentale che il 4 giugno 1920 distrusse quasi completamente le strutture del forte (in modo particolare la Batteria Superiore) e causò 2 morti e 5 feriti. Sui ruderi del forte, nel giugno 1940 si insediò la 208ª batteria della Guardia alla frontiera schierando 4 149/35 Mod. 1901 che vennero utilizzati nella battaglia di giugno contro la Francia.

## Il forte oggi
In seguito all'esplosione del 1920 il forte venne abbandonato (tranne per il già citato periodo di presidio da parte della G.a.F. nel 1940); attualmente è ben visibile il portale d'ingresso al forte, recante ancora il nome della batteria. Non sono più visibili il fossato di protezione del forte ed il relativo muro di controscarpa. All'interno della batteria superiore, il cui piazzale è attualmente completamente occupato da ripetitori televisivi, sono ancora ben distinguibili le piazzole affiancate e disposte a risalti per i cannoni da 15 GRC/Ret, alternate a traverse all'interno delle quali erano site le riservette per le munizioni. Tra le piazzole e la polveriera erano posizionati dei locali per il confezionamento dei proietti. Meglio conservata è la batteria inferiore, della quale, attorno al cortile interno, sono ancora ben visibili le due postazioni di tiro, a sinistra i cannoni da 15 GRC/Ret ed a destra i due mortai da 15 AR/Ret.

## Curiosità
Furono gli alpini di presidio alle strutture ruderate dell'opera durante la seconda guerra mondiale che presero ispirazione dal forte Pampalù per la canzone di Mario Piovano, in piemontese, che si intitola, appunto, Pampaluc.